# Mauro Bottari
Mauro Bottari (Argentina, 3 de enero de 1992) es un futbolista argentino que se desempeña como enganche aunque puede desempeñarse como volante central en la Club Ferro Carril Oeste (General Pico) de General Pico del Torneo Federal A de Argentina.

## Trayectoria

### Ferro General Pico
Regresa al fútbol Argentino para disputar la tercera división. Es convocado por primera vez al banco de suplentes en marzo en la primera fecha, siendo que no ingresa al partido. Recién en la siguiente fecha ingresa desde el banco de suplentes a los 33 minutos del segundo tiempo.

## Estadísticas
Actualizado al 9 de agosto de 2024

| Montevideo City Torque · Uruguay | 2.ª           | 2016          | 12 | 2 | — | — | — | — | 12 | 2 | 0.17 |
| Montevideo City Torque · Uruguay | Total         | Total         | 12 | 2 | 0 | 0 | 0 | 0 | 12 | 2 | 0.17 |
| Fénix Argentina | 3.ª           | 2016-17       | 10 | 0 | — | — | — | — | 10 | 0 | 0    |
| Fénix Argentina | 3.ª           | 2017-18       | 15 | 0 | — | — | — | — | 15 | 0 | 0    |
| Fénix Argentina | 3.ª           | 2018-19       | 16 | 0 | — | — | — | — | 16 | 0 | 0    |
| Fénix Argentina | Total         | Total         | 41 | 0 | 0 | 0 | 0 | 0 | 41 | 0 | 0    |
| Brindisi FC · Italia | 5.ª           | 2019-20       | ?  | ? | — | — | — | — | ?  | ? | ?    |
| Brindisi FC · Italia | Total         | Total         | ?  | ? | 0 | 0 | 0 | 0 | ?  | ? | ?    |
| FBC Gravina · Italia | 5.ª           | 2020-21       | ?  | ? | — | — | — | — | ?  | ? | ?    |
| FBC Gravina · Italia | Total         | Total         | ?  | ? | 0 | 0 | 0 | 0 | ?  | ? | ?    |
| ASD La Biellese · Italia | 5.ª           | 2021-22       | ?  | ? | — | — | — | — | ?  | ? | ?    |
| ASD La Biellese · Italia | Total         | Total         | ?  | ? | 0 | 0 | 0 | 0 | ?  | ? | ?    |
| AS Bisceglie 1913 · Italia | 5.ª           | 2022-23       | ?  | ? | — | — | — | — | ?  | ? | ?    |
| AS Bisceglie 1913 · Italia | Total         | Total         | ?  | ? | 0 | 0 | 0 | 0 | ?  | ? | ?    |
| Folgore · Italia | 5.ª           | 2023-24       | ?  | ? | — | — | — | — | ?  | ? | ?    |
| Folgore · Italia | Total         | Total         | ?  | ? | 0 | 0 | 0 | 0 | ?  | ? | ?    |
| Ferro (Gral. Pico) Argentina | 3.ª           | 2024          | 1  | 0 | — | — | — | — | 1  | 0 | 0    |
| Ferro (Gral. Pico) Argentina | Total         | Total         | 1  | 0 | 0 | 0 | 0 | 0 | 1  | 0 | 0    |
| Vito Lo Capo · Italia | 5.ª           | 2024-25       | ?  | ? | — | — | — | — | ?  | ? | ?    |
| Vito Lo Capo · Italia | Total         | Total         | ?  | ? | 0 | 0 | 0 | 0 | ?  | ? | ?    |
| Total carrera | Total carrera | Total carrera | 54 | 2 | 0 | 0 | 0 | 0 | 54 | 2 | 0.04 |
| (1) La copa nacional se refiere a la Copa Argentina y Supercopa Argentina . (2) La copa internacional se refiere a la Copa Sudamericana, Recopa Sudamericana, Copa Libertadores y Copa Suruga Bank. |               |               |    |   |   |   |   |   |    |   |      |